# 自動化驚訝
自動化驚訝（英語：automation surprise）也稱為自動化意外或自動化不預期，是指自动化系統中進行了使用者未預期到的動作。模式錯誤是常見造成自動化驚訝的原因，也就是使用者忘記目前設備所在的模式，因此所作的自動化不是使用者所預期的，此情形常會造成潛在危險。尤其是在影響操作者状态意识（對現今狀態的理解、評估和決策能力）時，更容易造成危險。
自動化驚訝最早是出現在1990年代的航空文獻中，是由研究人類和自動化系統的人所提出的。像安全研究者大卫·伍兹和太空工程學家納迪娜·沙特就有相關的研究。

## 外部連結
- Hourizi, Rachid; Johnson, Peter. . CiteSeerX 10.1.1.97.1288 .
- 许为; 葛列众. . 心理科学进展. 2020, 28 (9): 1409–1425  [2025-07-15]. doi:10.3724/SP.J.1042.2020.0140.